# نيكانور كوستا منديز
نيكانور كوستا منديز (بالإسبانية: Nicanor Costa Méndez)‏ (و. 1922 – 1992 م) هو محام، ودبلوماسي، وسياسي من الأرجنتين ولد في بوينس آيرس.

## التعليم
تعلم في جامعة بوينس آيرس.

## روابط خارجية
- نيكانور كوستا منديز على موقع مونزينجر (الألمانية)